# Jhonny González
Jhonny González (Pachuca, 15 settembre 1981) è un pugile messicano.
Soprannominato Raton (in italiano "topo"), è stato campione WBO dei gallo, titolo che ha detenuto dal 2005 al 2007 prima di essere sconfitto dal trentacinquenne Gerry Peñalosa.